# 周村站
周村站是一个胶济线上的铁路车站，位于山东省淄博市周村区，建于1903年，目前为三等站，邮政编码为255332。目前客运：办理旅客乘降；行李、包裹托运；货运：办理整车、零担、集装箱货物发到；危险货物仅办理农药、化肥发到。